# Автобан A20 (Німеччина)
Федеральний автобан A20 (A20, нім. Bundesautobahn 20) — німецький автобан довжиною 345,2 км, це найдовша безперервна нова споруда автобану з 1939 року, яка замінила федеральний автобан 61 як найдовший автобан із двома цифрами в Німеччині. Починається (зі сходу на захід) у Бранденбурзі в Кройц Укермарк і проходить через землі Мекленбург-Передня Померанія та Шлезвіг-Гольштейн. Зараз A20 закінчується перед Бад-Зегебергом у Шлезвіг-Гольштейні. У довгостроковій перспективі планується подальше будівництво ще 200,4 км через Шлезвіг-Гольштейн і Нижню Саксонію, включаючи перехід через Ельбу, потім A20 має закінчитися на A28 біля Вестерштеде.